# Гром Сергій Михайлович
Сергій Михайлович Гром — полковник Збройних сил України, 101-ша окрема бригада охорони ГШ, учасник російсько-української війни.

## Нагороди
За особисту мужність, сумлінне та бездоганне служіння Українському народові, зразкове виконання військового обов'язку відзначений — нагороджений
- орденом Богдана Хмельницького III ступеня (4.12.2016).